# Netzwerk Graphische Sammlungen NRW

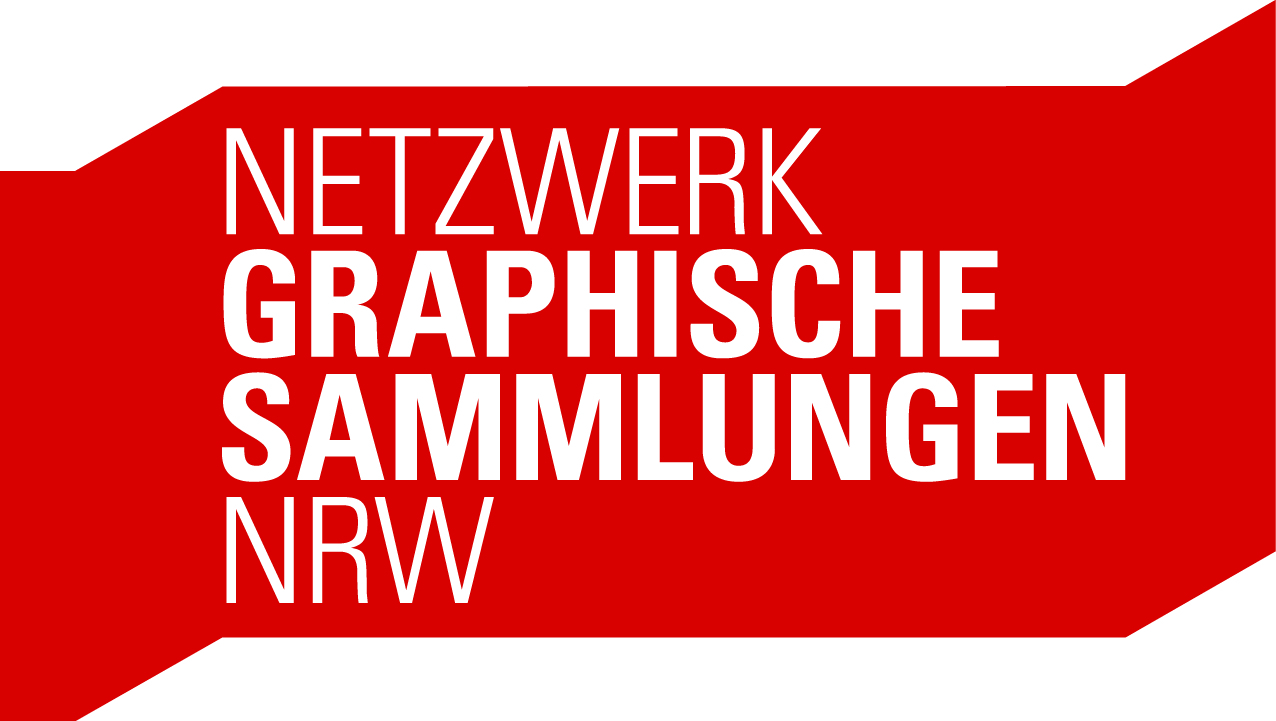
Netzwerk Graphische Sammlungen NRW

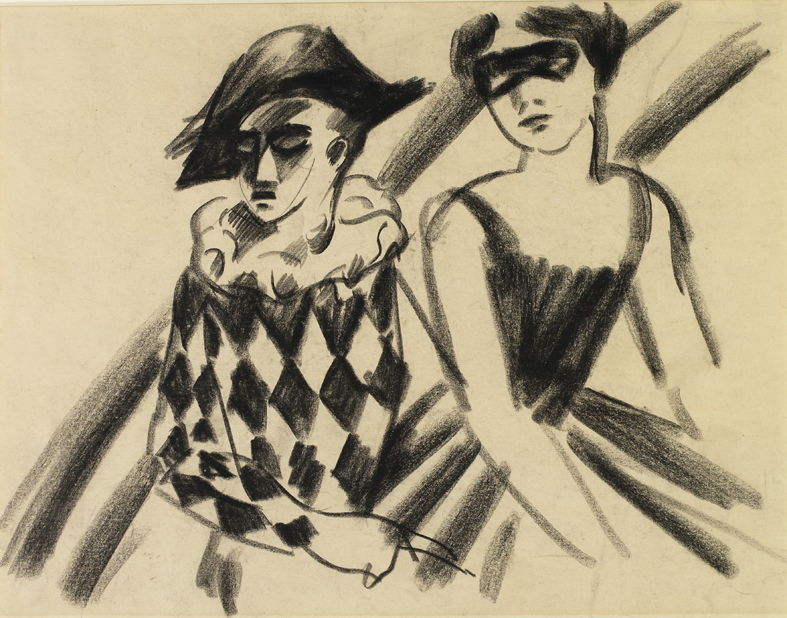
August Macke, Pierrot und Tänzerin, 1912, Schwarze Kreide, 22,6 × 28,5 cm; Kunsthalle Bielefeld

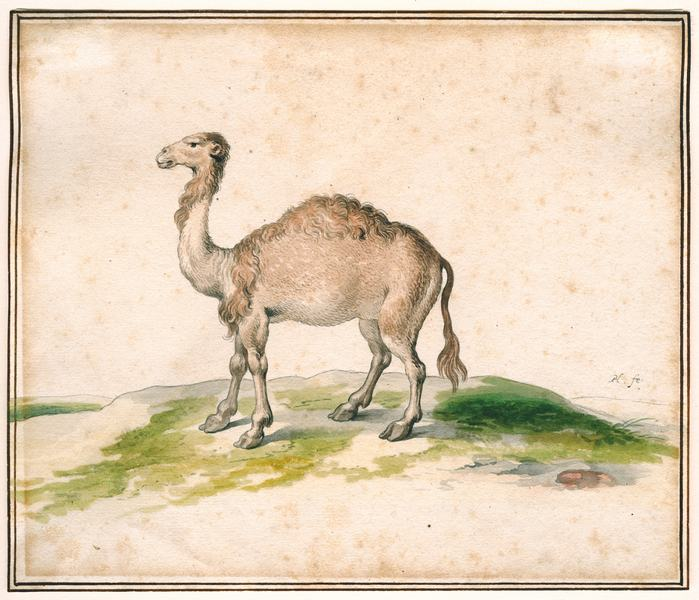
Pieter Holsteijn, Dromedar, Pinselzeichnung und Wasserfarben, 15,3 × 17,7 cm; Foto: Weserrenaissance-Museum, Schloss Brake, Lemgo

Im Netzwerk Graphische Sammlungen NRW haben sich 2011 Museen und Sammlungen aus Nordrhein-Westfalen mit bedeutenden Beständen an Kunst auf Papier zusammengeschlossen. Ziel dieses Netzwerks ist es, das öffentliche Interesse für alle Formen von Kunst auf Papier zu steigern. Zu dieser Kunstgattung gehören Zeichnungen, Pastelle und Aquarelle ebenso wie Holzschnitte, Kupferstiche, Radierungen, Stein- und Siebdrucke, Fotografien, aber auch experimentelle und installative Formen des Umgangs mit dem Material Papier. Ein für die Präsenz und Bekanntheit dieser empfindlichen Werke entscheidender Umstand ist die Tatsache, dass sie besonderen Schutz vor schädigenden Einwirkungen von Licht, Temperatur und Feuchtigkeit erfordern. Deswegen dürfen sie nur für kurze Zeit und unter besonderen konservatorischen Bedingungen wie etwa stark reduzierter Beleuchtung ausgestellt werden.
Das Netzwerk Graphische Sammlungen NRW macht durch Veranstaltungen und Veröffentlichungen auf die kunsthistorische und kulturgeschichtliche Bedeutung dieser Kunstwerke aufmerksam und wirbt damit für eine größere Wertschätzung der einzelnen Werke wie auch der Arbeit von Graphischen Sammlungen.

## Geschichte
Die Leiter Graphischer Sammlungen in Deutschland, Österreich und der Schweiz beschlossen 2005 auf ihrem Jahrestreffen, das Jahr 2009 zum Jahr der Graphik auszurufen. Eine gemeinsame Konkretisierung dieses Vorhabens erfolgte vor allem in Nordrhein-Westfalen, wo sich 55 Museen und Sammlungen zu diesem Zweck zusammenschlossen.
Gemeinsame Aktivitäten zum Jahr der Graphik waren in NRW die Herausgabe des umfangreichen Bandes „Graphische Sammlungen in Nordrhein-Westfalen – Ein Führer zu verborgenen Schätzen“, eine Internetpräsentation Graphischer Sammlungen, gemeinsame Bewerbung der Aktivitäten in den einzelnen Häusern und zum damals ins Leben gerufenen Wochenende der Graphik. Das Programm wurde vom Land NRW gefördert.
Der Erfolg des Jahres der Graphik in NRW führte zu einer Initiative, das Erreichte nachhaltig zu bewahren und auszubauen: So kam es 2011 zur Gründung des Netzwerks Graphische Sammlungen NRW.

## Aktivitäten
Als ständige Plattform betreibt das Netzwerk Graphische Sammlungen NRW eine Internetseite, auf der die teilnehmenden Sammlungen in Text und Bild vorgestellt werden. Der Besucher findet dort Kurzinformationen zu Geschichte und Profil der jeweiligen Graphischen Sammlung, allgemeine Besucherinformationen sowie für die Sammlung charakteristische Kunstwerke. Darüber hinaus werden ständig aktuelle Ausstellungen und Veranstaltungen vorgestellt. Im Jahre 2012 wurde diese Internetseite auch für Graphische Sammlungen in ganz Deutschland, in der Schweiz und in Österreich geöffnet. Jedes Jahr werden die Veranstaltungen zum internationalen Wochenende der Graphik besonders beworben. 